# ویل هیوز
ویلیام جیمز هیوز (انگلیسی: William James Hughes؛ زادهٔ ۱۷ آوریل ۱۹۹۵) یک بازیکن فوتبال اهل بریتانیا است.